# Robbie Earle
Robert Fitzgerald Earle, MBE, mais conhecido como Robbie Earle (Newcastle-under-Lyme, 27 de janeiro de 1965), é um ex-futebolista britânico, naturalizado jamaicano, considerado um dos melhores do país caribenho.

## Carreira
Formado no Stoke City, Earle se destacou em apenas dois clubes: o Port Vale e o Wimbledon, seu último clube. Em ambos disputou 578 partidas e marcou 136 gols.
Pela Seleção da Jamaica, Earle não teve um desempenho tão espetacular quanto nos clubes: foram 33 partidas e  oito gols marcados entre 1997 e 2000. Disputou a Copa do Mundo FIFA de 1998, a principal competição disputada pelos Reggae Boyz.
O "Pérola Negra" (como era chamado) se aposentou nesse mesmo ano, tendo se formado em jornalismo, e se apresenta regularmente nos jornais, no rádio ou na televisão.

## Condecoração
Em 1999, já em fim de carreira, Earle foi condecorado com a Ordem do Império Britânico em virtude de seus feitos no futebol. Dez anos depois, em 2009, Robbie Earle foi introduzido no Hall da Fama do Futebol Inglês em reconhecimento aos seus esforços em escala nacional e global como um "Campeão Comunitário da Fundação de Futebol".